# Nagoja pályaudvar
A Nagoja pályaudvar egy vasúti pályaudvar Japánban, Nagoja városban. Ez a világ legnagyobb pályaudvara összterületét tekintve: 446 ezer m²-en terül el. 1999 decemberében adták át, naponta 1,14 millió utas használta egy átlagos napon 2006-ban. Ezzel akkor a hatodik legforgalmasabb pályaudvar címet érdemelte ki Japánban. Az állomás fölött van a JR Central vasúttársaság ikertornya.

## Vasútvonalak
Az állomáson az alábbi vasútvonalak haladnak át:
- 100 stations of Chūbu